# Valluércanes
Valluércanes község Spanyolországban, Burgos tartományban. Valluércanes Altable, Treviana, San Millán de Yécora, Cerezo de Río Tirón, Quintanilla San García, Vallarta de Bureba, Santa María Ribarredonda és Pancorbo községekkel határos. Lakosainak száma 63 fő (2024).

## Népesség
A település népessége az utóbbi években az alábbiak szerint változott:
| Lakosok száma | 116  | 105  | 92   | 90   | 84   | 80   | 79   | 72   | 67   | 63   |
|               | 2001 | 2004 | 2006 | 2009 | 2011 | 2014 | 2016 | 2019 | 2021 | 2024 |